# Leptoperilissus baeticus
Leptoperilissus baeticus là một loài tò vò trong họ Ichneumonidae.